# Orto botanico forestale dell'Abetone
L'orto botanico forestale dell'Abetone è un piccolo orto botanico (circa 14000 m²) situato nell'alta valle del torrente Sestaione, nel comune di Abetone Cutigliano in località Acqua Bona a poca distanza dalla riserva naturale Campolino.
Compreso ad un'altitudine fra i 1280 ed i 1308 metri è facilmente raggiungibile in auto dalla strada che collega gli abitati di Pian di Novello e Fontana Vaccaia.
Ideato agli inizi degli anni '80 è stato formalmente inaugurato l'11 luglio 1987, nonostante i lavori di sistemazione dell'area non siano stati conclusi sino all'inizio degli anni '90. È ora parte integrante dell'Ecomuseo della montagna pistoiese.

## Finalità

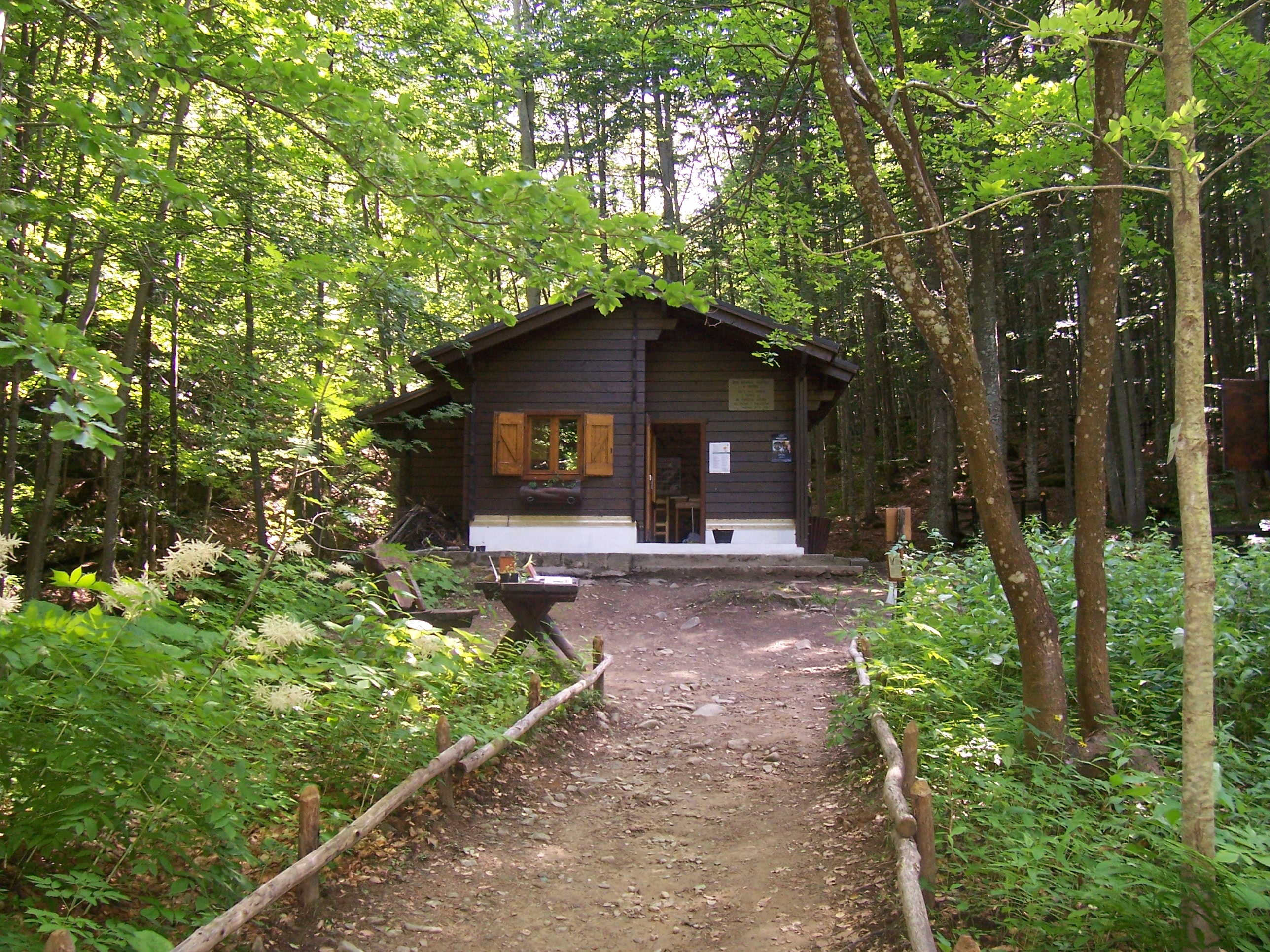
Il rifugio delle guide

L'orto botanico forestale, immerso in una zona boscosa di notevole interesse, è stato istituito per preservare e far conoscere l'ambiente dell'alto appennino tosco emiliano, ed in particolare della Montagna pistoiese. Vi sono infatti rappresentate specie presenti nelle aree tipiche di questo ambiente che qui, in piccola scala, sono state riprodotte.
All'interno dell'orto botanico vengono distinte le seguenti zone:
- Area forestale
- Roccaglia silicea
- Roccaglia calcarea
- Zona umida
- Laghetto
- Vaccienieto
- Sentiero dei funghi

L'unica struttura presente all'interno dell'orto botanico è un piccolo rifugio al quale fanno riferimento le guide ed i curatori dell'orto botanico come anche i visitatori.
Sebbene la finalità dell'orto botanico sia quella di riprodurre e far conoscere ambienti tipici della montagna pistoiese, vista la collocazione (siamo ad altitudini vicine ai 1300mt.), non si troveranno specie che pure sono tipiche della zona come carpini e castagni le quali vegetano ad altitudini inferiori.
Poco distante dall'orto botanico vero e proprio, in località Fontana Vaccaia, è presente uno stabile adibito a polo didattico dove si svolgono incontri aperti al pubblico su vari aspetti di ecologia e botanica. Nel sito dell'Ecomuseo della montagna pistoiese è possibile reperire il programma di tali incontri (i quali possono trovare anche differenti collocazioni rispetto al polo didattico).

## Geografia
La zona in cui sorge l'orto botanico è circondata da alcune delle più alte vette della montagna pistoiese ed in particolare dai monti: Gomito, Alpe Tre Potenze e Foce di Campolino.  Tutte queste vette sono raggiungibili dallo stesso orto botanico con percorsi da trekking.
Nelle pressi dell'orto botanico si trovano zone naturali di notevole interesse: oltre alle montagne menzionate si ricordano il crinale appenninico che dal monte Gennaio giunge sino al monte Cimone (passando da Corno alle Scale e Libro Aperto) e la Garfagnana che è separata dalla valle del sestaione dal crinale che dal Balzo Nero giunge sino ai monti Rondinaio e monte Giovo.
Queste zone sono state interessate, in passato, dalla presenza di ghiacciai, lo scioglimento dei quali ha influito sulla conformazione di queste montagne ed ha anche permesso la creazione di alcuni dei molti laghi e laghetti che ancora oggi presenti come il lago del Greppo, il lago Nero ed il lago Piatto.

## Ambienti

### La foresta abetonese ed il sentiero dei funghi

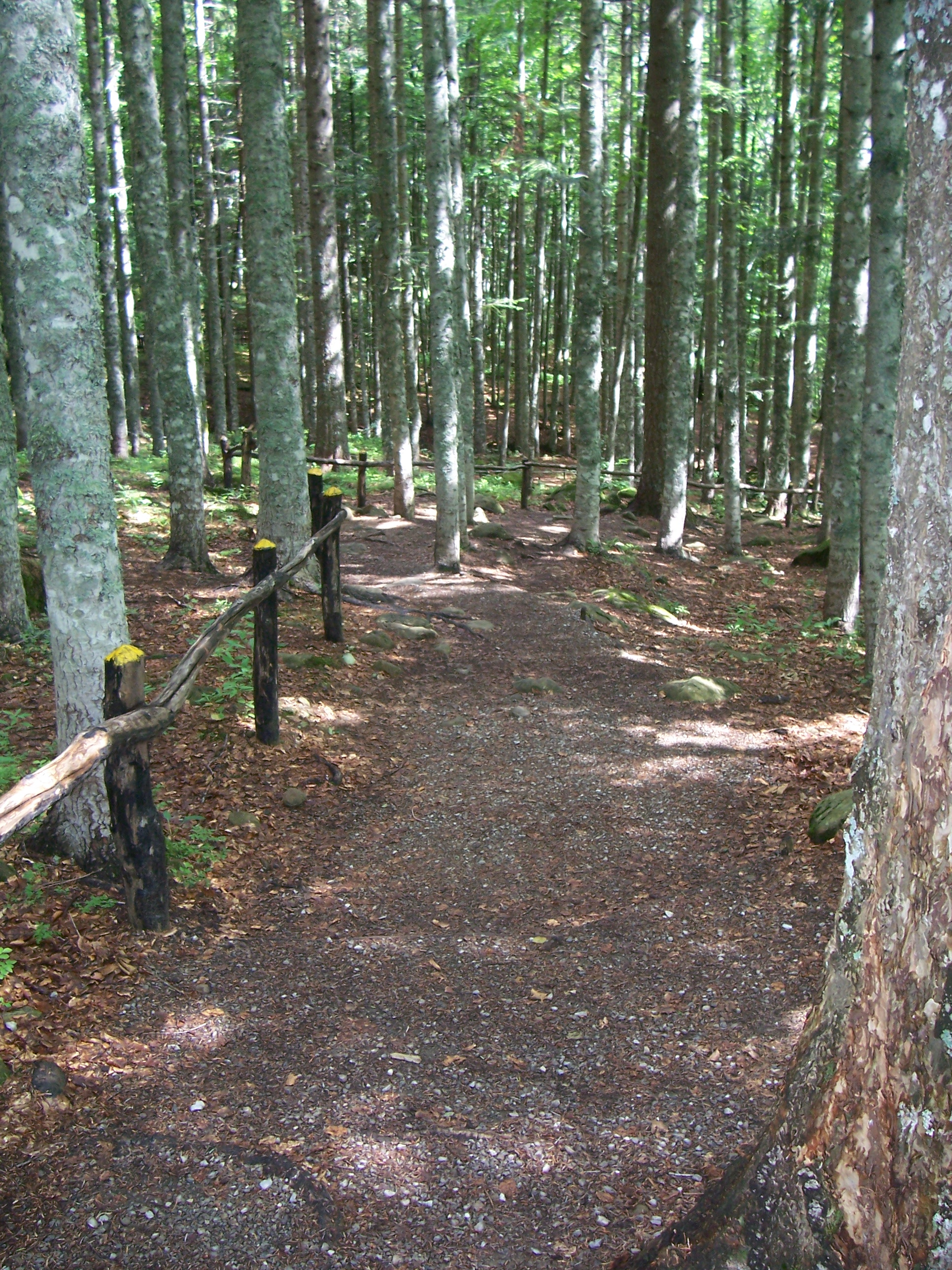
Il sentiero dei funghi

La zona in cui sorge l'orto botanico, presenta estese coperture boschive che risultano essenzialmente di faggi ed abeti bianchi. Nei casi in cui le coperture boschive di faggio raggiungano i crinali le piante, a causa dei venti e della galaverna assumono forme cespugliose, contorte e spesso bizzarre. Quando invece, come nella zona dell'orto botanico, le piante sono più riparate si possono osservare esemplari (sia di faggio che di abete bianco) di notevoli dimensioni e verticalmente molto sviluppate.
Nella zona di ingresso dell'orto botanico si può ancora osservare un'area boscata originale (anteriore alla realizzazione stessa dell'orto botanico) tipico esempio di bosco misto. All'interno si possono poi osservare anche alcuni abeti rossi a testimoniare le popolazioni relitte preservate nella vicina riserva naturale Campolino ma anche l'acero di monte, il maggiociondolo, il sorbo degli uccellatori ed altre essenze tutte caratterizzanti la flora appenninica.
Nei pressi di Abetone si possono rinvenire boschi a prevalente presenza di faggi. Nei casi in cui questi boschi non siano stati oggetto di taglio relativamente recente la loro struttura risulta essere piuttosto semplice. Ad uno strato arboreo in cui si accompagnano sporadici esemplari di maggiociondolo, sorbo, acero, si accompagna uno strato arboreo in cui si rinvengono con una certa frequenza l'anemone bianca, il geranio violetto, la singolare orchidea nido d'uccello, il fanfaraccio ed altre piante erbacee molte delle quali presenti all'interno dell'orto botanico. Più vario e ricco il sottobosco di quelle faggete più giovani e luminose. 
I boschi di abete bianco dell'appennino tosco-emiliano, e quindi anche della zona di interesse, sono stati spesso impiantati dall'uomo. Sebbene le abataie di origine artificiale abbiano una densità molto elevata, nel passare degli anni si assiste alla morte della maggior parte degli alberi. Non è infatti raro osservare dei tronchi di alberi morti per varie avversità. In condizione di scarsissima illuminazione il sottobosco risulta praticamente assente. Con il progredire dell'età un'abetaia si dirada, si apre e con la disseminazione naturale di piante di faggio si creano condizioni di bosco dall'apparenza più naturale ed analoghi alla zona forestale dell'orto botanico.
All'interno delle faggete ed abetaie non sono rari rinvenimenti di russulae, lactarius, boletus nonché cortinarius, Inocybe, Hebeloma ecc. Una particolare menzione per il marzuolo di cui si segnalano rinvenimenti nell'abetonese.
Il mantenimento dell'area boschiva che occupa la zona più vicina all'ingresso ha permesso la realizzazione del "sentiero dei funghi" in cui si possono osservare, nei periodi adatti e nelle opportune condizioni climatiche, i carpofori di varie specie fungine.
Le faggete, anche nei monti dell'Abetone, hanno una struttura più semplice di altre tipologie di bosco. Associate ai faggi si possono trovare sporadiche altre essenze arboree e, spesso un sottobosco molto povero. Questo accade essenzialmente nelle faggete più ombrose. In aree con alberi meno imponenti si possono osservare un più elevato numero di piante arbustve od erbacee.

### Praterie e brughiere a mirtillo

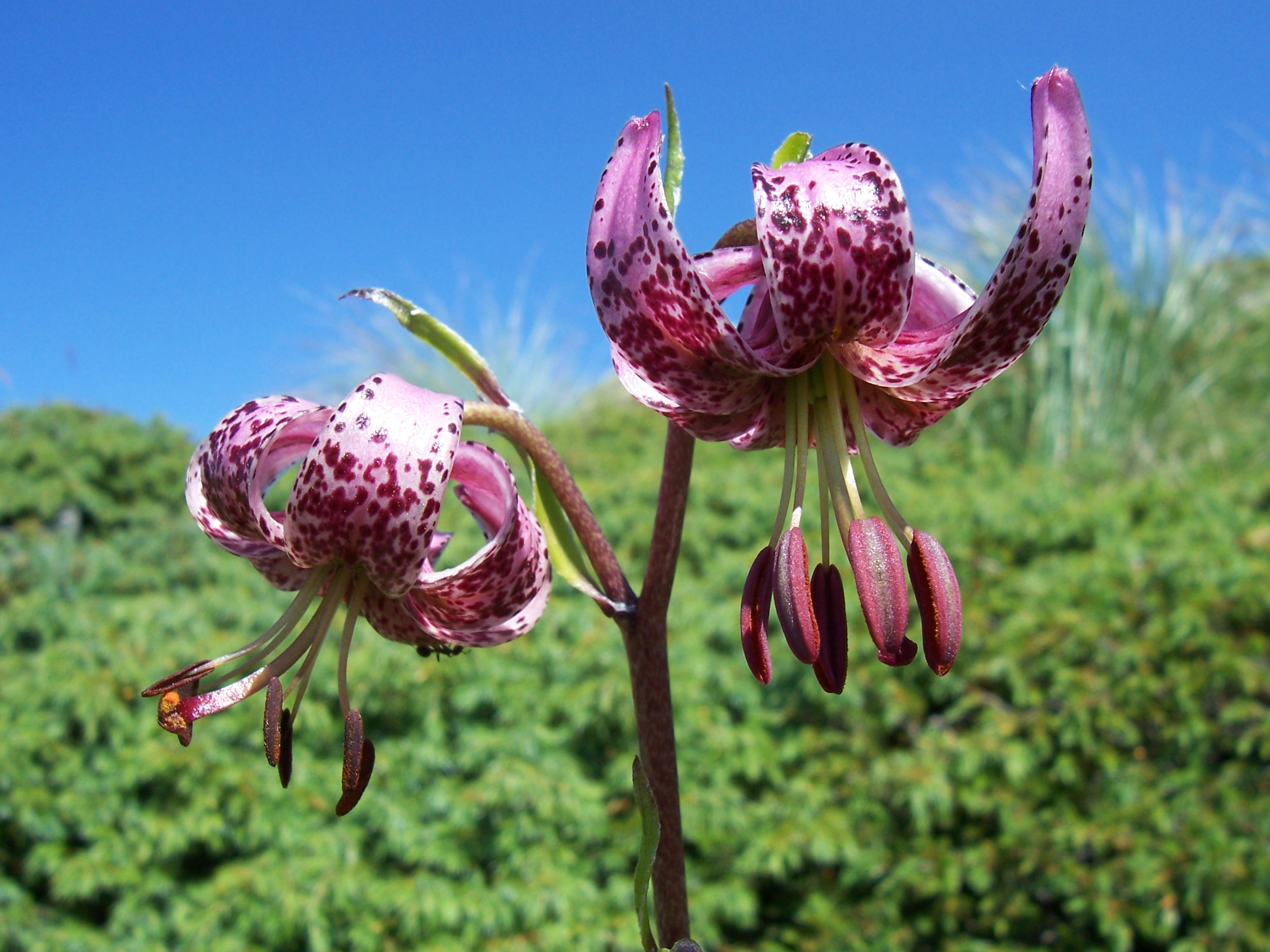
Esemplare di Giglio Martagone fotografato nei pressi della vetta del monte Rondinaio

Al di sopra del limite superiore della vegetazione arborea (orientativamente attorno ai 1600 mslm, ma tale quota può variare notevolmente in base all'esposizione dei versanti ed altre condizioni ambientali) si possono ammirare estese praterie. Nei versanti esposti a settentrione predomina il vaccinieto, ovvero la brughiera a mirtilli. In queste zone sono frequenti importanti estensioni di mirtillo nero e falso mirtillo frammiste a non rari esemplari di ginepro nano.
Nei versanti con esposizione più soleggiata si estendono invece praterie con differenti specie erbacee adatte a condizioni ambientali più difficili (ridotte risorse idriche, spesso venti persistenti e piuttosto tesi ecc.) così come accade nelle pareti più scoscese nelle quali il terreno risulta essere estremamente scarso. 
In ambienti apparentemente poveri si annovera un elevato numero di specie arboree spesso di estremo interesse ed anche con fioriture decisamente appariscenti. Fra le specie presenti all'interno dell'orto botanico si menzionano, a titolo di esempio, la Vedovella (endemica delle Alpi Apuane ma presente anche nell'abetonese), l'appariscente giglio martagone, la rara Gentiana Purpurea e poi ancora Aster alpinus, Hypericum richeri e molte altre ancora.

### Area umida
Nella zona dell'orto botanico più bassa ed ombrosa è stata ricreata, sbarrando il corso di un piccolissimo ruscello, una'area umida rappresentativa di analoghe zone, quasi sempre di piccola e piccolissima estensione, che con una certa frequenza si possono trovare nei pressi dei crinali appenninici. Un esempio estremamente significativo di queste aree umide è il vicino Lago del Greppo all'interno della riserva di Campolino.
Ristagni di acqua che si creano in superficie o nelle sue immediate vicinanze creano ambienti molto particolari dove abbondano specie altamente specializzate atte a vivere in zone con un substrato generalmente piuttosto acido e povero di nutrienti nonostante l'evidente sedimentazione di residui vegetali che nel tempo vanno a comporre la cosiddetta torba.
In queste zone generalmente abbondano lo sfagno ed i giunchi (in particolare Juncus conglomeratus e Juncus filiformis) e si possono trovare anche altre specie caratteristiche come la carnivora Pinguicula vulgaris ed i pennacchi.
Le zone umide rivestono una notevole importanza in termini di conservazione di biodiversità e, già naturalmente piuttosto rare, sono ulteriormente minacciate da cambiamenti climatici e da una non corretta gestione del territorio. L'orto botanico riveste quindi un importante ruolo divulgativo e di conservazione per le specie vegetali ospitate al suo interno, molte delle quali protette anche dalla legge regionale toscana 56/2000